# Luiz Lopes Coelho
Luiz Lopes Coelho (São Paulo, 1911 – São Paulo, 4 de julho de 1975) foi um advogado e contista policial brasileiro.
Para o ensaísta, crítico e historiador literário Otto Maria Carpeaux, Lopes Coelho — que teria sido o primeiro contista policial brasileiro — reuniu em sua obra importantes aspectos do gênero, como atmosfera "local e epocal" (a São Paulo de então), veracidade psicológica, técnica específica do romance policial, e tipo humano e consistente de detetive. Para a autora americana Amelia S. Simpson, Lopes Coelho, que teria sido precedido no gênero por outro autor, foi o primeiro escritor "a criar uma interpretação verdadeiramente autônoma, nacional do gênero".

## Obras
- A morte no envelope: contos policiais (1957)
- O homem que matava quadros (1961)
- A ideia de matar Belina (1968).